# Richard Crenna
Richard Donald Crenna (Los Angeles, 30 november 1926 – aldaar, 17 januari 2003) was een Amerikaans acteur en regisseur. Hij speelde in films als The Sand Pebbles, Wait Until Dark, Body Heat, de eerste drie Rambo-films, Hot Shots! Part Deux, Sabrina en The Flamingo Kid. Hij is ook bekend voor zijn tv-rol als Lucas McCoy in The Real McCoys. Hij had een Emmy Award gewonnen in 1985.
Crenna overleed op 17 januari 2003 in Los Angeles, Californië aan alvleesklierkanker en hartfalen, hij was 76 jaar oud.

## Filmografie
- Let's Dance (1950)
- Red Skies of Montana (1952)
- The Pride of St. Louis (1952)
- It Grows on Trees (1952)
- Our Miss Brooks (1956)
- Over-Exposed (1956)
- The Real McCoys (1957-1963)
- Ann-Margret: Made in Paris (1965)
- John Goldfarb, Please Come Home (1965)
- Made in Paris (1966)
- The Sand Pebbles (1966)
- Wait Until Dark (1967)
- Star! (1968)
- Midas Run (1969)
- Marooned (1969)
- Doctors' Wives (1971)
- The Deserter (1971)
- Red Sky at Morning (1971)
- Catlow (1971)
- Un Flic (1972)
- The Man Called Noon (1973)
- Jonathan Livingston Seagull (1973)
- Double Indemnity (1974)
- A Girl Named Sooner (1975)
- Breakheart Pass (1975)
- The Evil (1978)
- Devil Dog: The Hound of Hell (1978)
- A Fire In The Sky (1978)
- Centennial (1978)
- Wild Horse Hank (1979)
- Stone Cold Dead (1979)
- Death Ship (1980)
- Body Heat (1981)
- Rambo: First Blood (1982)
- Table for Five (1983)
- The Flamingo Kid (1984)
- Terror in the Aisles (1984) (documentaire)
 (archival footage)
- The Rape of Richard Beck (1985)
- Rambo: First Blood Part II (1985)
- Summer Rental (1985)
- On Wings of Eagles (1986)
- Rambo III (1988)
- Doubletake (1988) (TV)
- Internal Affairs (1988) (TV)
- Leviathan (1989)
- The Hillside Stranglers  (1989)
- Murder in Black and White (1990) (TV)
- Murder Times Seven (1990) (TV)
- Last Flight Out (1990) (TV)
- And the Sea Will Tell (als Vincent Bugliosi) (1991)(TV)
- Terror on Track 9 (1992) (TV)
- Hot Shots! Part Deux (1993)
- Jonathan Stone: Threat of Innocence (1994)(TV)
- The Forget-Me-Not Murders (1994) (TV)
- Janek: The Silent Betrayal (1994) (TV)
- A Pyromaniac's Love Story (1995)
- Jade (1995)
- Sabrina (1995)
- 20,000 Leagues Under the Sea (1997)
- Wrongfully Accused (1998)
- Judging Amy (1999-2002)
- By Dawn's Early Light (2000)
- The Day Reagan Was Shot (2001)
- Darkness at High Noon: The Carl Foreman Documents (2002) (documentary narrator)